# Kofferraum

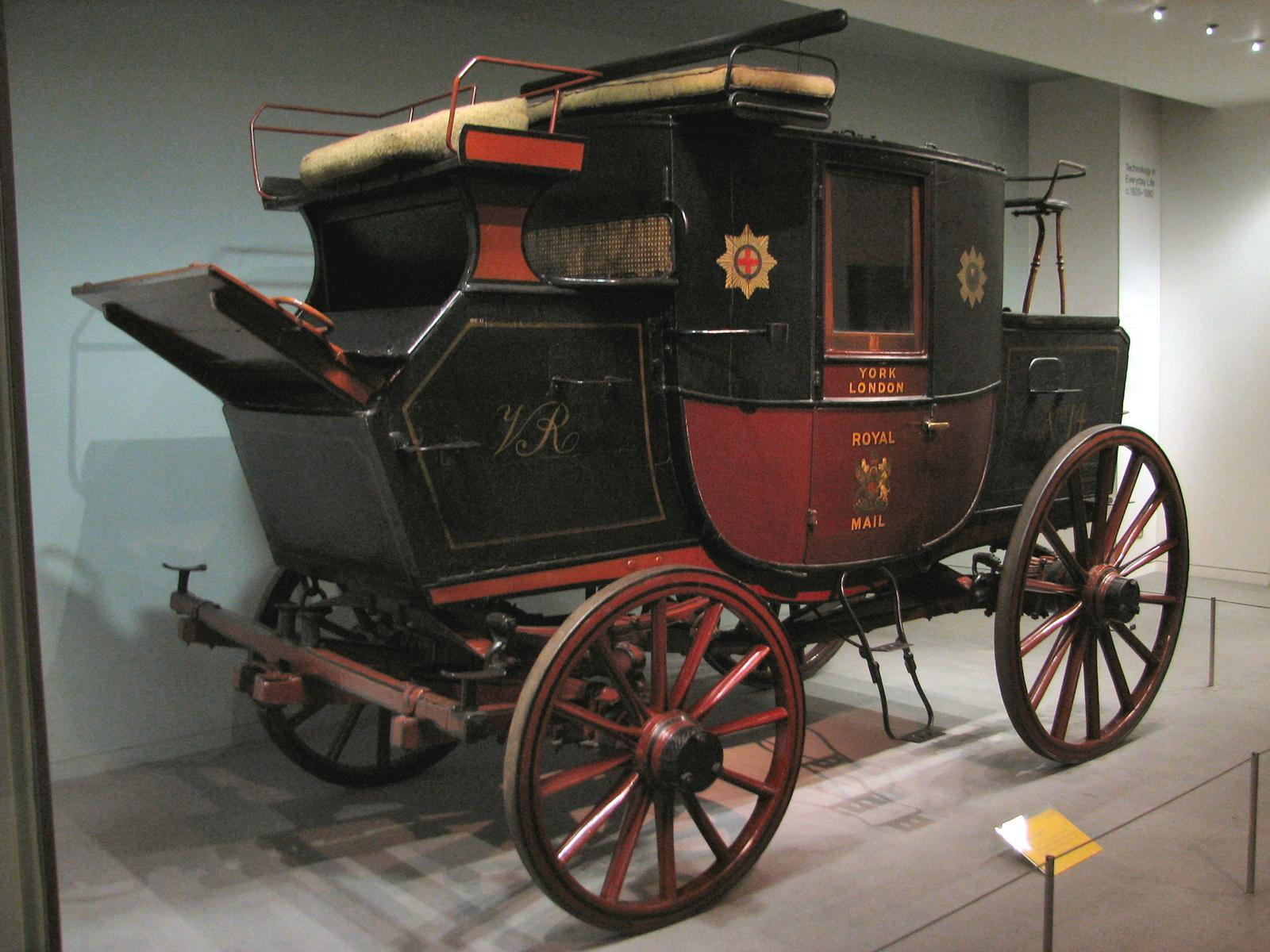
Postkutsche mit Kofferräumen

Der Kofferraum ist der Platz im Pkw, der für den Transport von Ladung vorgesehen ist.

## Allgemeines
Bei Fahrzeugtypen mit Frontmotor, heute die häufigste Motorposition bei Personenkraftwagen, befindet er sich in der Regel im Heckbereich. Fahrzeuge mit Heckmotor haben außer dem Kofferraum im Frontbereich oft einen weiteren Kofferraum vor (z. B. VW Käfer) oder über (z. B. VW 1600) dem Motor, bei Fahrzeugen mit Mittelmotor wie z. B. dem Porsche 914 kommt auch ein weiterer Kofferraum hinter dem Motor vor. Bereits die Kutschen des ausgehenden Mittelalters hatten einen oder zwei Kofferräume vor oder hinter dem Fahrgastraum. Im Automobilbereich verbreitete sich der Einbau von Kofferräumen ab den 1920er Jahren in Verbindung mit überdachten Fahrerkabinen. Zunächst waren sie nur von innen zugänglich, später allgemein von außen. In neuerer Zeit lässt sich der Kofferraum häufig elektromotorisch mit Tastendruck an der Klappe oder mit Funkfernbedienung bequem öffnen. Manche Hersteller verwenden eine Sensortechnik unterhalb des Stoßfängers, um das Öffnen der Kofferraumklappe mit angedeutetem Fußtritt auszulösen.
Da der Platzbedarf für den Antriebsstrang bei Elektroautos oftmals kleiner ist, haben sie neben dem Kofferraum im Heck einen weiteren im Frontbereich, in dem beispielsweise die Ladeausrüstung untergebracht werden kann. In der englischen Sprache wird dieser Raum als Frunk (Kofferwort aus Front (englisch vorne) und Trunk (englisch Kofferraum)) bezeichnet. Insbesondere mit der Verbreitung von Elektroautos ab den 2010er-Jahren wird der Begriff vermehrt auch im deutschsprachigen Raum verwendet.
Das Volumen des Kofferraums wird in der Regel in Liter angegeben, wobei zur Volumenbestimmung ein Verfahren des VDA mit Normquadern (200 mm × 100 mm × 50 mm) verwendet wird. Das Verfahren zur Beladung des Kofferraums mit diesen Messquadern ist in den Normen DIN 70020-1 und ISO 3832 beschrieben. Der Kofferraum ist von außen in der Regel über die Heckklappe bzw. Kofferraumklappe zugänglich.
Unter einem geschlossenen Kofferraum wird ein solcher verstanden, der vom Fahrgastraum aus nicht oder nur über eine Durchlade-/Skisacköffnung zugänglich ist, während der offene Kofferraum durch Abnehmen einer Abdeckung oder Umlegen der Fondsitzbank zugänglich ist.
In einem mittelgroßen Pkw beträgt das Ladevolumen etwa 250–500 Liter. Bei vielen Automodellen kann durch Umklappen der Rücksitzbank das Ladevolumen auf ein Vielfaches erweitert werden. So vergrößert sich die Ladelänge um rund 50 cm. Bei einem Kombi ergibt sich dann meist eine Ladelänge von bis zu zwei Meter.
Der Kofferraum kann neben dem Transport des Gepäcks für zahlreiche andere Zwecke verwendet werden, beispielsweise zur Unterbringung eines Reserverades, eines Zusatz- oder Gastanks bei gasbetriebenen Fahrzeugen, Car-HiFi, oder es kann eine weitere Sitzreihe (z. B. bei Vans oder Kombis) montiert werden.
Bei nicht ausreichendem Kofferraum kann man sich eines Autogepäckträgers bedienen. Zum Schutz des Kofferraums kann man eine Kofferraumwanne oder einen Kofferraumschutz verwenden.

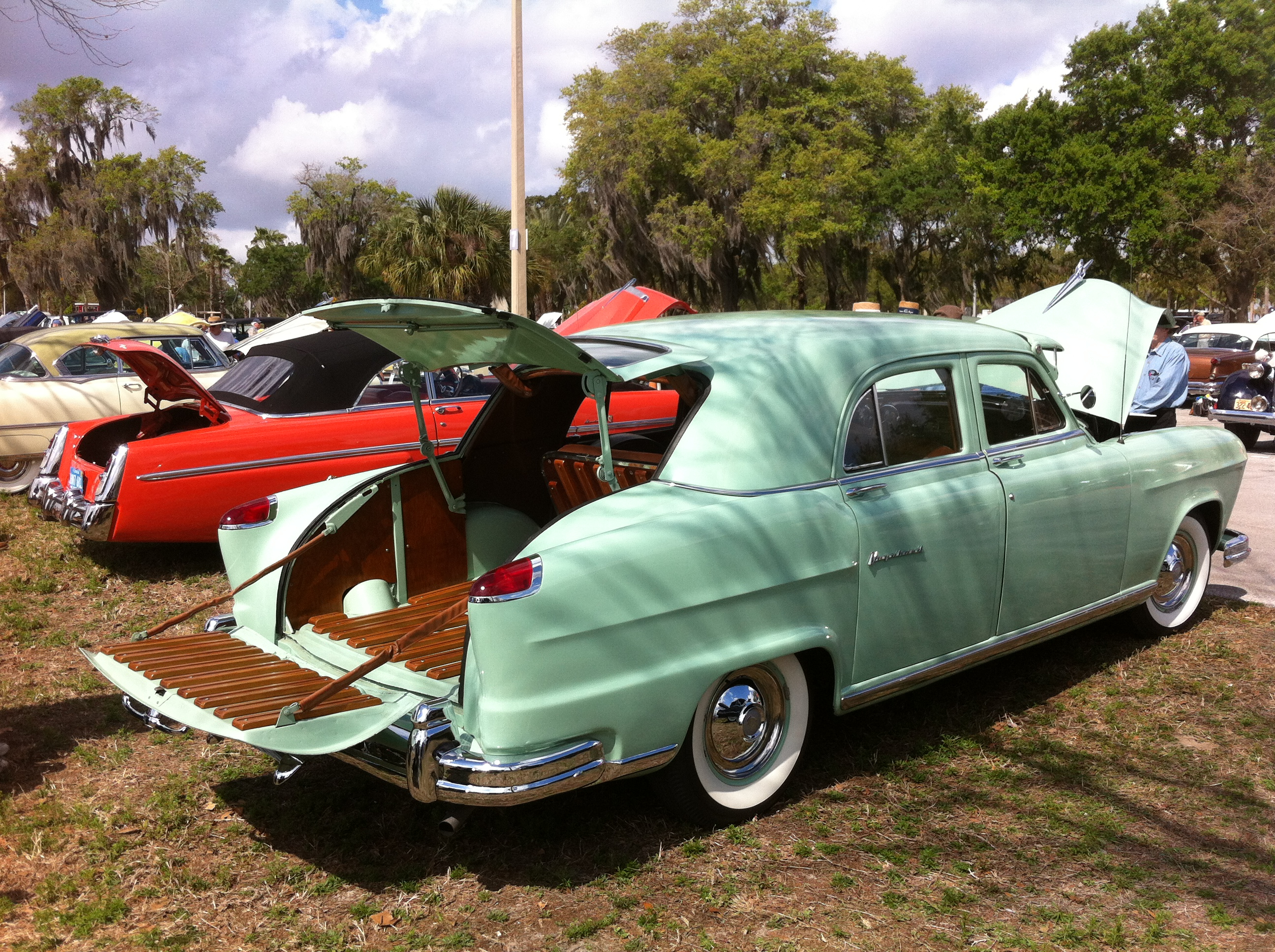
Geöffneter Kofferraum
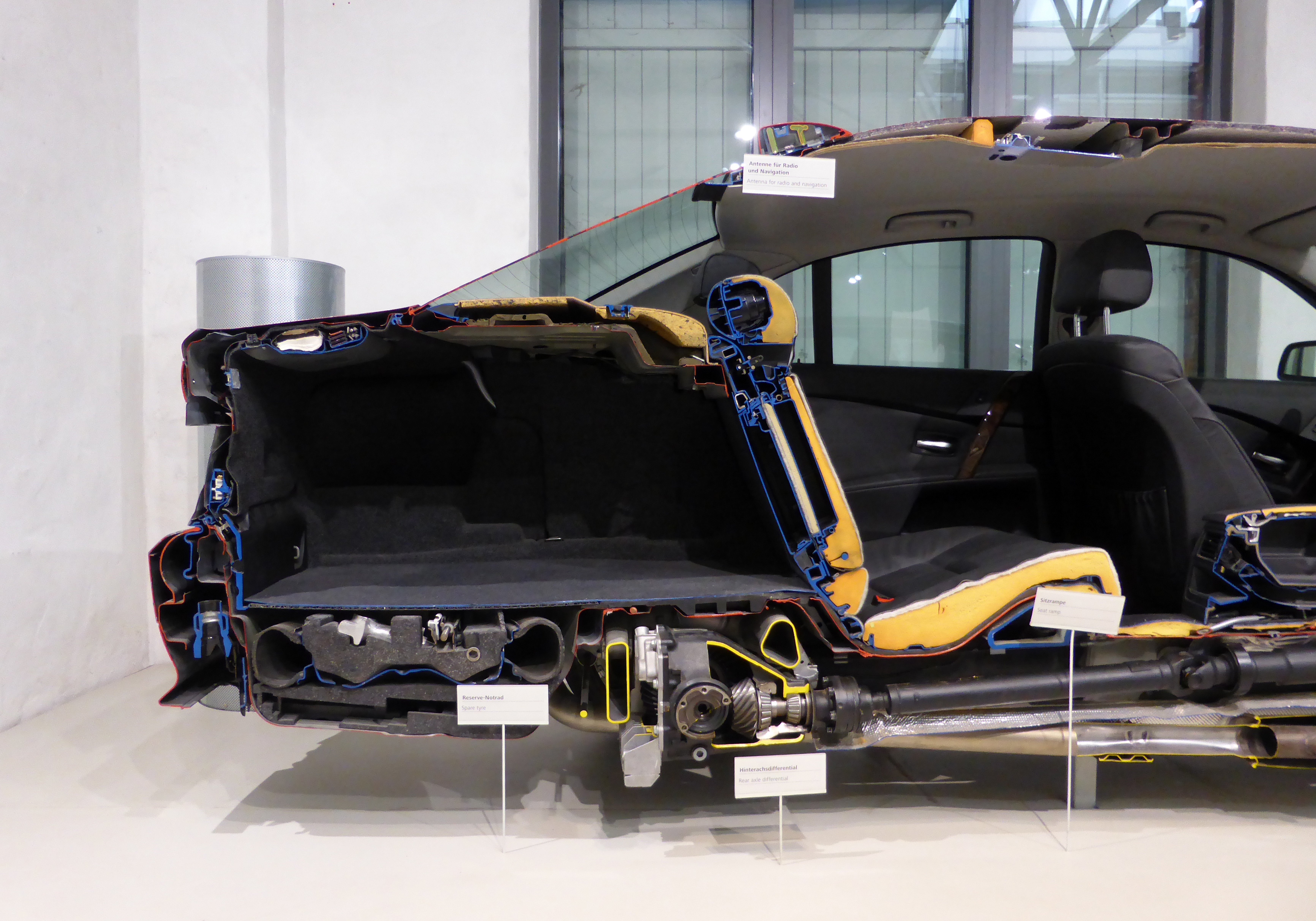
Kofferraum im Schnittmodell
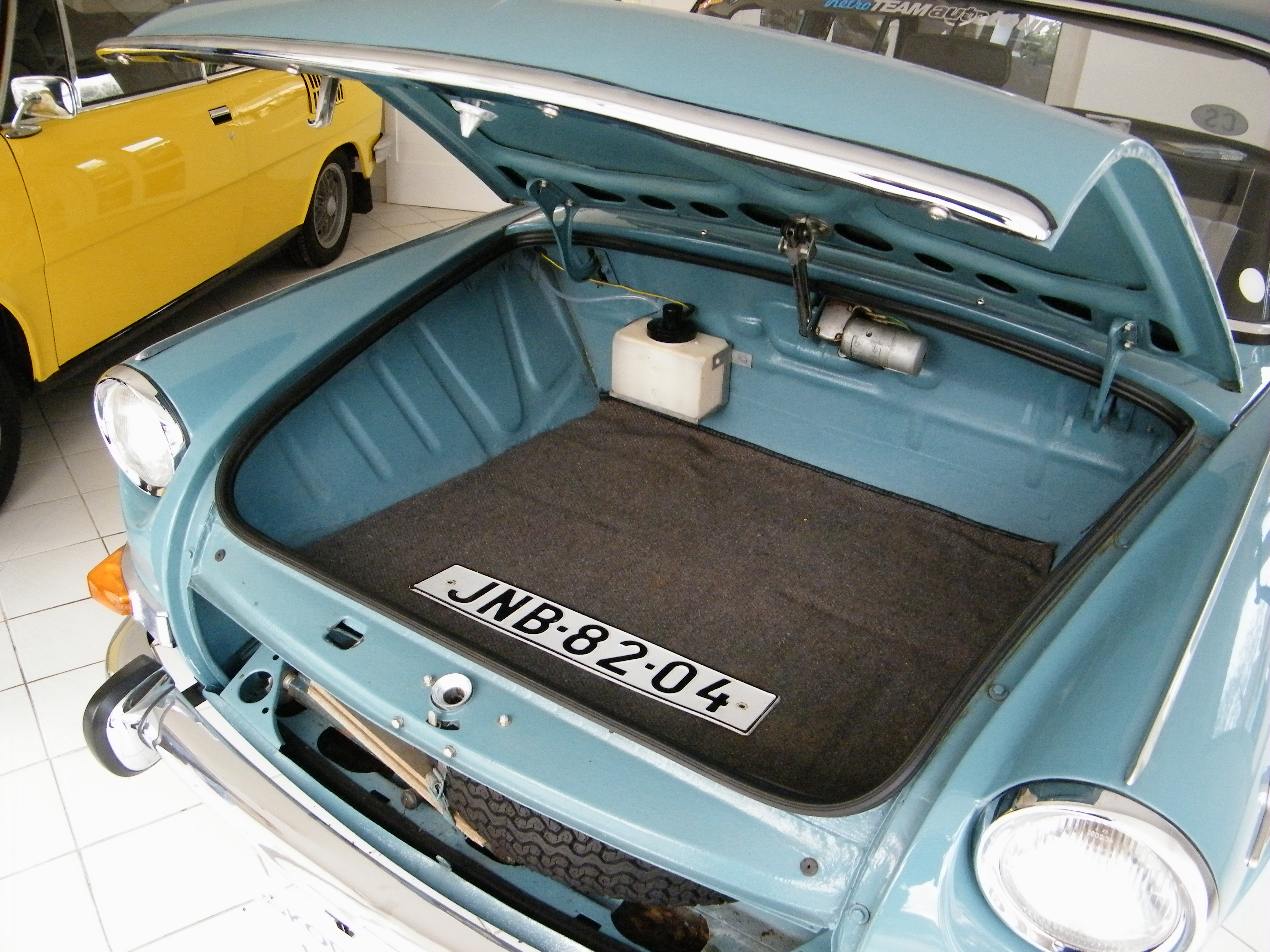
Bei Fahrzeugen mit einem Mittel- oder Heckmotor (wie z. B. dem Škoda 1000 MB) ist der Kofferraum häufig im Frontbereich
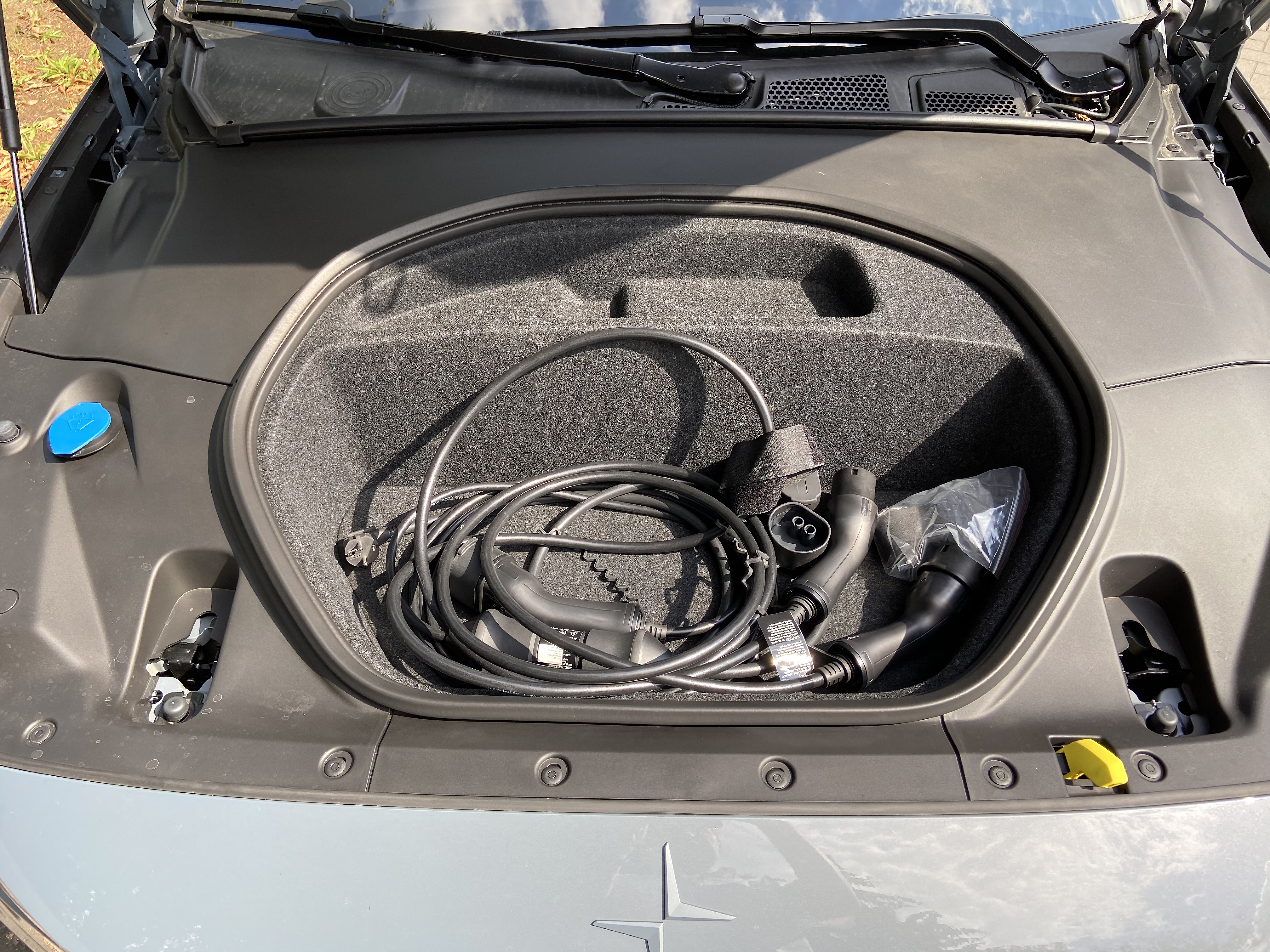
„Frunk“ eines Polestar 2

## Material
Kofferräume sind meist mit Nadelvlies-Verbundmaterialien und in hochwertigen Kombimodellen teilweise auch Tufting-Teppich ausgelegt. 
Bei Kofferräumen, die nicht durch Blech vom Fahrgastraum getrennt sind, müssen die Kofferraumteile auch die VDA-Brandnormen für Innenraumteile erfüllen (Brennrate nicht über 10 cm/min).